# Nova seu social del Reial Club Nàutic de Tarragona
Nova seu social del Reial Club Nàutic de Tarragona és una obra de Tarragona inclosa a l'Inventari del Patrimoni Arquitectònic de Catalunya. És la seu del Reial Club Nàutic de Tarragona.

## Descripció
Edifici situat sobre una plataforma portuària, entre una via de trànsit i la mar. Destaca per la seva construcció a base d'un sistema de superposicions. Al basament -construït a manera de podi- se li han afegit dos cossos cúbics, amb una coberta en forma de “U” invertida que engloba tots els volums i assumeix la funció representativa de l'edifici. El desplaçament d'aquesta coberta respecte del volum construït genera un portal encarat a un passeig que, al seu torn, dona accés al club. Aquest porxo exterior generat pel desplaçament de la coberta conté els accessos de serveis i mercaderies. A la façana posterior hi ha una terrassa de fusta adossada que uneix la plataforma exterior amb la interior.
El conjunt arquitectònic inclou instal·lacions esportives, piscines, locals de restauració i la seu institucional.

## Història
El Reial Club Nàutic de Tarragona es fundà l'any 1878, essent el més antic en la seva especialitat. El primer local social es trobava al barri del Serrallo. El 1917, al seu davant, es construí un edifici que es destruí el 1930 a causa d'una riuada del Francolí. Després de la seva reconstrucció, les bombes de la Guerra Civil tornaren a malmetre'l, de manera que es reconstruí de nou el 1945. Durant la dècada del 1960 s'inaugurà l'Escola de Marineria, que es va encarregar d'estendre l’afició pels esports marítims entre els joves de Tarragona.
Després de la creació d'un nou port esportiu i gràcies a la col·laboració de l'Autoritat Portuària de Tarragona, el 1997 s'inaugurà l'actual seu social del club nàutic.